# Kvante vakuum plasma thruster
Kvante vakuum plasma thruster er et raketfremdriftssystem, som benyttet virtuelle partikler.